# Oriane Rebours
Oriane Rebours, née le 1er novembre 1988, est une céiste française pratiquant le slalom.

## Biographie
Oriane Rebours a débuté le canoë-kayak en 1998 au club de la JSPA Mayenne. 

Après avoir atteint le niveau National 1 français en kayak en 2009, elle double les embarcations (kayak et canoë) l'année suivante, et choisit de se consacrer uniquement au canoë en 2011.
Elle intègre l'équipe de France -23 ans en 2011. Sa 1ère place aux championnats d'Europe lui permet de participer à ses premiers Championnats du Monde sénior la même année à Prague.
Elle décida d'arrêter sa carrière sportive à la suite des championnats du Monde de slalom de 2014 pour se consacrer à ses études puisque la même année, grâce à inscription sur liste ministérielle avec le statut de sportive de haut niveau et ses résultats sportifs, elle a pu intégrer l'école de masso-kinésithérapie de Rennes.

## Palmarès

### Championnats du monde
- Médaille de bronze en 2014 en C1 à Deep Creek Lake  États-Unis
- Médaille de bronze en 2014 en C1 par équipe à Deep Creek Lake  États-Unis

### Championnats d'Europe
- Médaille d'argent en 2012 en C1 par équipe à Augsbourg  Allemagne

### Championnats d'Europe -23
- Médaille d'or en 2011 en C1 à Banja Luka  Bosnie-Herzégovine

### Championnats de France
- Médaille d'or en 2012 à Bourg Saint Maurice en C1.
- Médaille d'or en 2013 à L'Argentière-la-Bessée en C1.